# Brückenbach (Oker)
Der Brückenbach ist ein zehn Kilometer langer linker Nebenfluss der Oker, der überwiegend auf dem Gebiet Wolfenbüttels verläuft. Er entspringt in Leinde am Hang des Oderwalds und mündet bei Groß Stöckheim in die Oker.

## Verlauf
Die Quelle des Brückenbachs ist am Nordwestrand des sanft nach Westen abfallenden Oderwalds nahe der Landstraße L495 verzeichnet, wo er als kleiner Feldbach in Erscheinung tritt. Er lässt Leinde, das zur Stadt Wolfenbüttel gehört, südlich liegen und wendet sich nach Norden Richtung SZ-Immendorf. Er unterquert die Bahnstrecke Leiferde–Salzgitter-Bad und die Kreuzung der B248 mit der Landstraße L295. In Immendorf wendet er sich nach Nordosten und verläuft durch Wiesen Richtung Drütte, wo er am Ortsrand Flachsrotten füllt. Er unterquert die Bahnstrecke Salzgitter-Drütte–Salzgitter-Lebenstedt und erneut die B248 und die Bahnstrecke Leiferde–Salzgitter-Bad. Danach verlässt er das Salzgitteraner Gebiet nach Wolfenbüttel. Als geradliniger Feldbach erreicht er Fümmelse, wo er von rechts die Breite Riede aufnimmt, den Ort südlich in Neubaugebieten passiert und anschließend leicht nach Südosten abknickt.
Er verläuft durch die Feldmark, wird von der A36 überquert und knickt nach Norden Richtung Alte Ziegelei ab, wo sich das aus einer ehemaligen Tonkuhle entstandene Naturbad Fümmelsee befindet. In diesem Abschnitt wird er unterhalb des Regenausgleichsbeckens von baumreichen Wiesen gesäumt. Im weiteren Lauf fließt er nördlich einer Kleingartensiedlung durch die Feldmark von Groß Stöckheim, wo er in historischen Karten als Mühlengraben bezeichnet wird, kreuzt die Bahnlinie Braunschweig-Wolfenbüttel, verläuft entlang der Straße Am Bache durch das Siedlungsgebiet und erreicht ein altes Gärtnerhaus. Nach links wird ein Teilstrom zur Bewirtschaftung des Groß Stöckheimer Teichs abgezweigt, während der Brückenbach geradlinig zur Oker strömt.

## Einzugsgebiet
Am Westrand des Oderwalds entspringt südlich des Brückenbachs die Fuhse, die auch weitere Bäche des Westhangs aufnimmt. Der Brückenbach dagegen knickt vor den leichten Anhöhen zwischen Salzgitter-Watenstedt und dem Beddinger Holz nach Osten ab und erreicht die Oker. Dabei nimmt er die Abflüsse aus dem nördlich Oderwaldbereich auf.

## Sehenswürdigkeiten
Auf die 1650 angelegten Flachsrotten in Drütte wird mit einer 2009 aufgestellten Tafel hingewiesen. Sie sind direkt am Weg gelegen und gut einsehbar. Nach Aufgabe des Flachsanbaus wurden die kleinen Teiche als „Schafbade“ genutzt.
Parallel zum Brückenbach verläuft vom Oderwald abwärts der Radfernwanderweg Berlin-Hameln.